# Paige-Detroit Motor Car Company

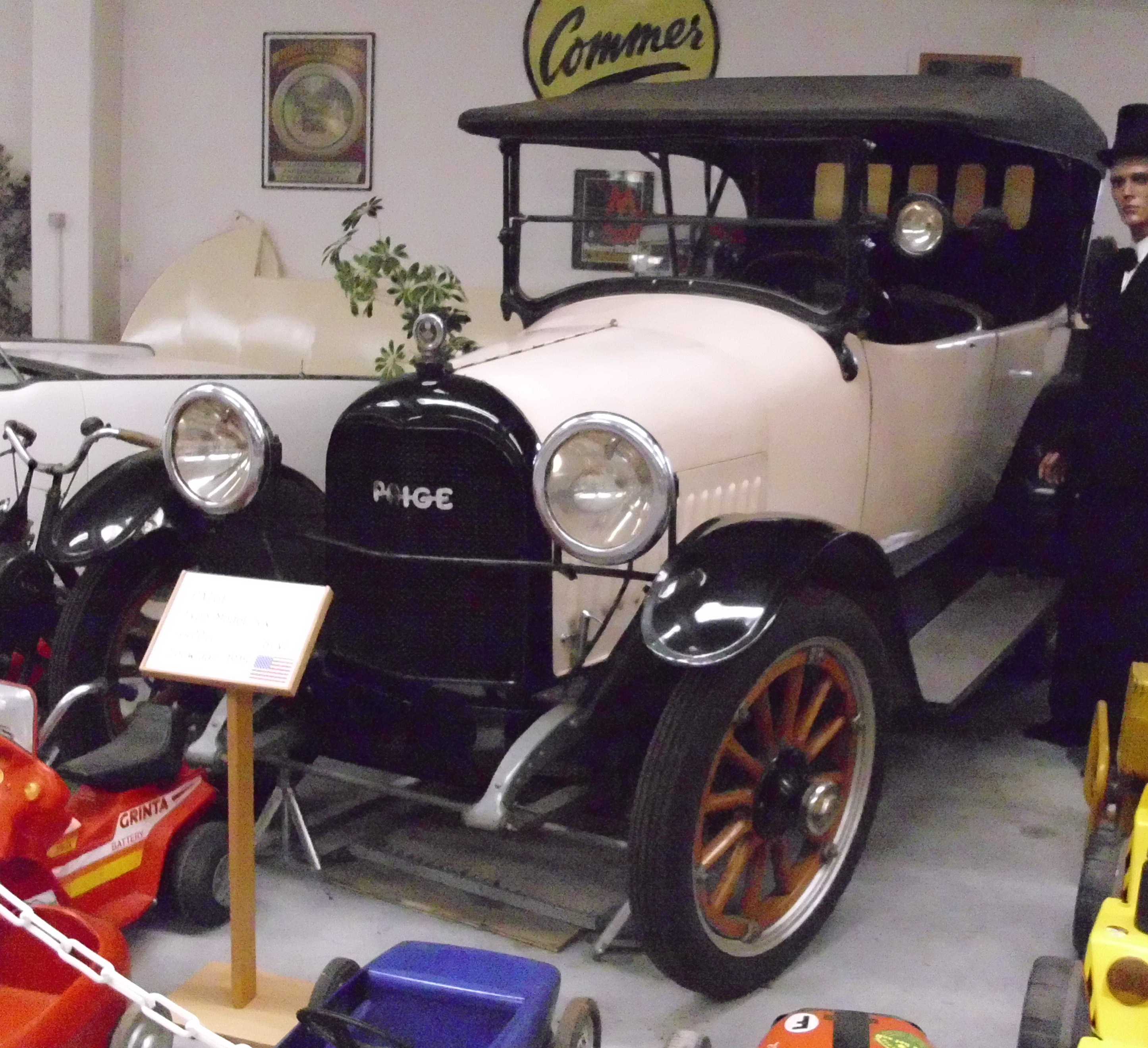
Paige von 1915

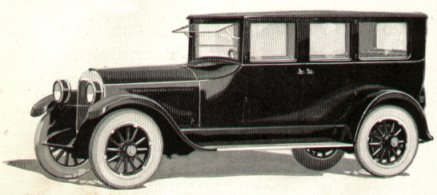
Paige 6-66 Limousine 7 Sitze (1922)

Paige-Detroit Motor Car Company war ein Automobilhersteller mit Sitz in Detroit, Michigan. Von 1909 bis 1910 lautete der Markenname Paige-Detroit und ab 1911 Paige, nach der 1927 erfolgten Übernahme durch die Graham-Brüder erfolgte die Umbenennung in Graham-Paige Motors Corporation, der Markenname Paige wurde schon 1928 aufgegeben.

## Beschreibung
Hinter der Marke Paige-Detroit stand der Geschäftsmann Harry M. Jewett, der 100.000 US-$ an eigenem und geborgtem Geld investierte. Er ließ sich von den Vorzügen einer Konstruktion von Andrew Bachle überzeugen und berief Fred O. Paige, zuvor Präsident der von General Motors übernommenen Reliance Motor Car Company, in der gleichen Position in seine Firma.
Der 1908 erschienene Wagen wurde Paige-Detroit Model 1 genannt und war ein zweisitziger Roadster mit 2,2 Liter-Dreizylinder-Zweitaktmotor. Die Leistung lag bei 25 PS nach damaliger Berechnungsmethode. Das Auto hatte einen Radstand von 2794 mm (110 Zoll) und kostete 800 US-$ (inflationsbereinigt heute etwa $24.312,79). Der im Automobilgeschäft unerfahrene Jewett lernte bald, dass dieses Auto nicht zufriedenstellend funktionierte. Um seine Investition zu retten, ordnete er 1910 einen Produktionsstopp an, entließ Paige, übernahm selber das Amt des Präsidenten und begann, unter dem Namen Paige neue Modelle auf den Markt zu bringen.
Bis 1914 baute Paige ausschließlich solide, konventionelle Mittelklassewagen mit wohlklingenden Bezeichnungen wie Kenilworth Roadster, Sultan-Sedan, LaMarquise Coupe oder Meadowbrook Runabout. Die Preise für offene Versionen lagen anfangs knapp unter, später etwas über 1000 US-$. 1915 erschien ein 29,4-PS-Sechszylinder mit Preisen um 1400 US-$. Im folgenden Jahr löste ein kleinerer Sechszylinder mit 22 PS den Vierzylinder ab, und die Firma stellte nur noch Sechszylinderwagen mit 3,7 und 4,9 Litern Hubraum in der Mittel- und oberen Mittelklasse her. Der Paige trat unter anderem mit Marken wie Oakland, Studebaker, Oldsmobile oder Nash in Wettbewerb.
1914 hatte Paige 4631 Autos gebaut, 1915 waren es 7749 und 1916 bereits 12.456.
Mit den Modell 6-66 versuchte Paige in der Oberklasse Fuß zu fassen. Das Auto blieb jedoch ein Außenseiter, obwohl Ralph Mulford in Daytona Beach mit einer abgespeckten Version einen Rekord von 102,83 mph (165,49 km/h) über eine Meile (1609 m) aufstellte. Daraus resultierte 1922 der vermutlich bekannteste Paige, der auf Bestellung gefertigte 6-66 Daytona; ein sportlicher dreisitziger Roadster mit 6-Liter-Maschine. Der dritte Sitz konnte vom rechten Trittbrett des Fahrzeuges aus geöffnet werden. 1923 folgte eine Nachfolgeversion 6-70 Daytona, danach wurde das Modell eingestellt.
Paige behauptete in der Werbung, es stelle die „schönsten Autos Amerikas“ her.

## Jewett
Eine bessere Idee war der 1923 eingeführte Jewett, benannt natürlich nach dem Präsidenten der Gesellschaft. Die dazu gegründete Jewett Motors, Inc. war zu 100 % eine Tochtergesellschaft der Paige-Detroit Motor Car Company, und die Fahrzeuge liefen von den gleichen Bändern wie der Paige. Der Jewett war ein attraktiver Sechszylinder mit 50 bhp (37,3 kW) Leistung und einem Radstand von 2845 mm. Das Auto kostete um 1000 US-$. Eine Pionierleistung war die Einführung von hydraulischen Bremsen in dieser Klasse 1926 – ein „neuer Tag“ für sein Auto, wie der Namensgeber meinte. Daher hießen die letzten Modelle Jewett New-Day. Das Auto vermochte Paige aber nur kurze Zeit zu stabilisieren und wurde noch 1926 als Marke eingestellt. Im folgenden Jahr wurde es als Paige 6-45 angeboten.
1925 hatte die Paige-Detroit Motor Car Company noch den Platz 10 in der US-Autoindustrie belegt. Ab 1927 gab es neben den Sechszylindermodellen auch den Achtzylinder 8-85. Als sich abzeichnete, dass sich der jährliche Verlust in diesem Jahr auf 2,5 Mio. US$ belaufen würde, verkaufte Jewett das Unternehmen an die Graham-Brüder. Diese benannten es um in Graham-Paige Motors Corporation und bauten in den nächsten Jahren Automobile unter dem Namen Graham-Paige (bis 1930) und Graham (1930–1941).